# Cemal Nebez
Cemal Nebez (kurdisch: جەمال نەبەز, Cemal Nebez; * 1. Dezember 1933 in Silemani, Irak; † 8. Dezember 2018 in Berlin) war ein irakischer kurdischer Sprachwissenschaftler, Schriftsteller, Politiker und Übersetzer.

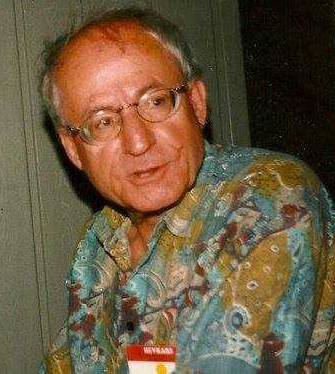
Cemal Nebez

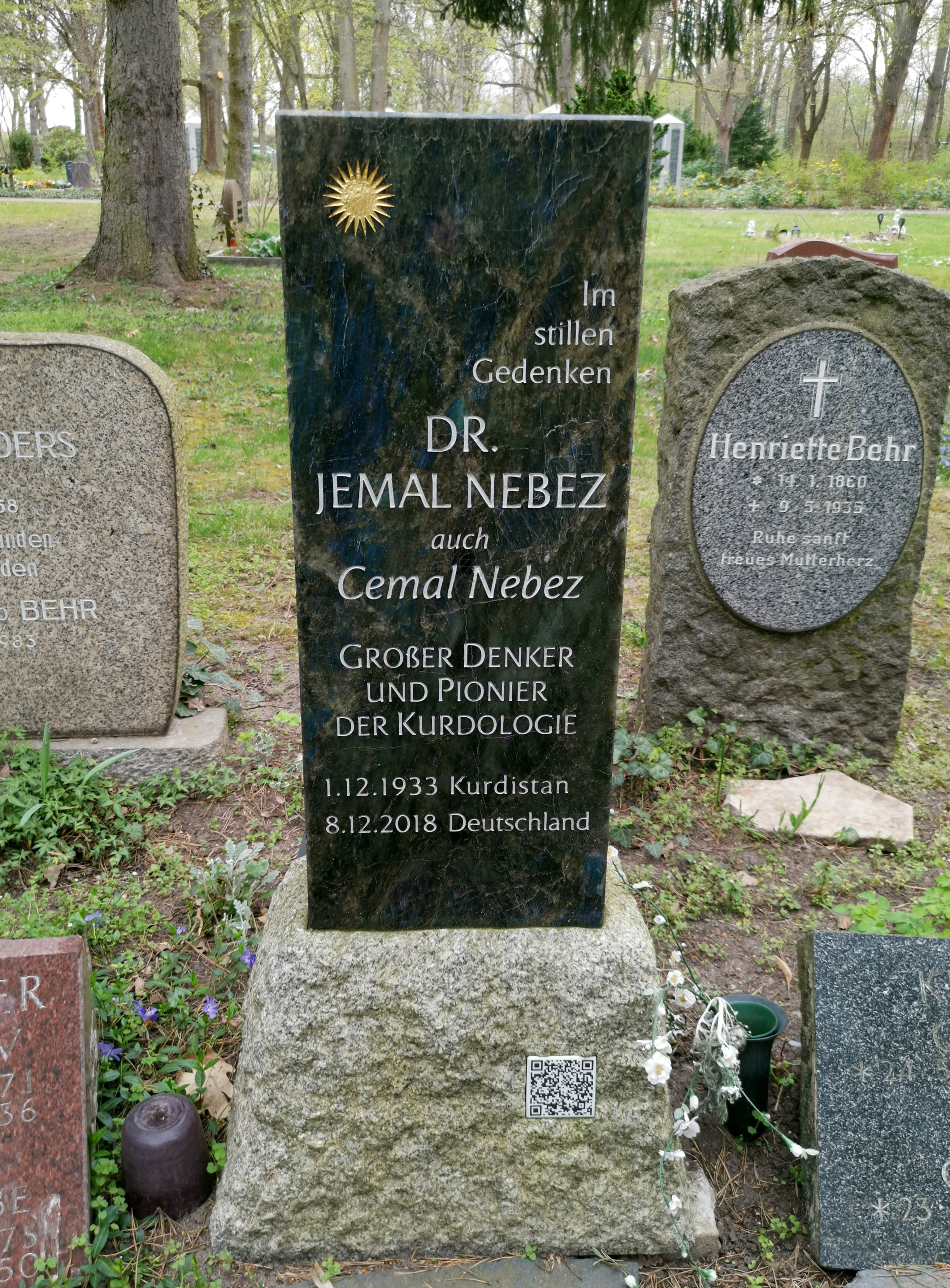
Grab auf dem Parkfriedhof Neukölln in Berlin-Britz (Abt. 4)

## Leben
Seine Schulbildung schloss er in Silemani ab und ging dann in den 1950er Jahren nach Bagdad, um dort Physik und Mathematik auf Lehramt zu studieren. Von 1955 bis 1961 war Nebez Physik- und Mathematiklehrer. Drei Jahre davon lehrte er in Hewler und Kirkuk und drei Jahre in Basra und Bagdad. 1956 reiste Nebez nach Syrien und Libanon, wo er viele kurdische Intellektuelle traf. Auf seiner Reise 1957 in den Iran lernte er in Kermānschāh den kurdischen Schriftsteller Fath-Ali Haidari Zebajoui und in Sanandadsch den Kleriker und Schriftsteller Ayatollah Mohammed Mardokh-i Kurdistani (1885–1975) kennen. 1962 ging er nach Europa, um sein Studium in Pädagogik, Iranologie und Islamstudien fortzusetzen. Von 1963 bis 1966 besuchte er die Universität München und Würzburg und von 1967 bis 1970 die Universität Hamburg. 1970 bis 1977 studierte er Politikwissenschaften, Journalismus und Jura an der Freien Universität Berlin. 1965 gründete er mit Brusk Ibrahim and Latif Ali in München die NUKSE (National Union of the Kurdish Students in Europe). 1985 gründete er mit vielen anderen kurdischen Akademikern, Wissenschaftlern, Literaten und Künstlern in Stockholm die Kurdische Akademie der Wissenschaften und Künste.
In den 1970er Jahren und den frühen 1980er Jahren hatte er folgenden Positionen inne:
1. 1971–72 Lektor, Freie Universität von Berlin, Ethnologisches Institut.
2. 1971–78 Lektor, Freie Universität von Berlin, Institut für iranische Philologie.
3. 1972–76 Wissenschaftlicher Mitarbeiter der Orientalistik an der Deutschen Forschungsgemeinschaft
4. 1978–82 Professorassistent für Islam und iranische Sprachen an der Freien Universität von Berlin.
5. 1978–83 Forscher der persischen Sprache und Übersetzer am Staatlichen Institut für Dolmetscher und Übersetzer in Berlin und im Bayerischen Bildungsministerium in München.

## Werke
Nebez schrieb viele Artikel über die Kurdenproblematik in arabischen Zeitungen aus Bagdad. Ein Artikel von 1954, der in der Zeitung „Sawt al-Ahali“ (Stimme des Volkes) veröffentlicht wurde, setzte sich mit Äußerungen des damaligen türkischen Staatspräsidenten Celâl Bayar auseinander. Dieser hatte auf einer USA-Reise gesagt, dass es in der Türkei außer Türken keine anderen Völker gebe. Während seiner Lehrerzeit in Kirkuk schrieb er die Grundlage für das erste kurdische Physik- und Mathematikbuch. 1960 erschien es unter dem Titel "Einleitung in die Mechanik und Eigenschaften der Materie" mit einem umfangreichen Glossar kurdischer Physiktermini.
Daneben schrieb er viele Bücher über kurdische Sprache, worin er dafür eintrat, dass alle Kurden die lateinische Schrift benutzen sollen.

### Bücher

#### Deutsche Bücher
1. Kurdische Schriftsprache. Eine Chrestomathie moderner Texte, Verlag: Buske, Hamburg 1969.
2. Sprichwörter und Redensarten aus Kurdistan, Verlag: NUKSE (National Union of Kurdish Students in Europe), München 1970.
3. Der Kurdische Fürst Mir-e Kora (Rawandizi) im Spiegel der Morgenländischen und Abendländischen Quellen Eine wissenschaftliche Abhandlung, Hamburg 1970.
4. Kurdische Märchen und Volkserzählungen, Verlag: NUKSE, Bamberg 1972.

#### Kurdische Bücher
1. Çirokî Gerdaweke, Kurdische Übersetzung von "The Tempest" von William Shakespeare, Bagdad 1955.
2. Lalo Kerim "Onkel Kerim". Ein kurdischer Roman, Hewlêr 1956.
3. Xwêndewarî be Zimanî Kurdî "Grundschulbildung in der kurdischen Sprache", Bagdad 1957.
4. Nusînî Kurdî be Latînî "Kurdisch schreiben mit lateinischem Alphabet", Verlag: Çapxaney Me’arif, Bagdad 1957.
5. Wergêran Hunere "Übersetzung ist eine Kunst", Verlag: Çapxaney Jîn, Silemani 1958.
6. Palto,  Kurdische Übersetzung von "Der Mantel" von Nikolai Wassiljewitsch Gogol, Baghdad 1958.
7. Seretay Mîkanîk û Xomalekanî Made "Einleitung in die Mechanik und Eigenschaften der Materie", Bagdad 1960.
8. Zimanî Yekgirtûy Kurdî "Hin zu einer vereinigten kurdischen Sprache", Verlag: NUKSE, BRD 1976
9. Hendêk le Kêşe Binretêkanî Qutabxaney Kurdî Sosiyalizm "Einige fundamentale Erwägungen über die kurdische Schule des Sozialismus", Stockholm 1984.
10. Govari Komonistawey ‚Yekêtîy Têkoşîn‘ (1944-1945) û Îdyolojîy Xurdeborjway Marksistî Kurd "Kommunistisches Magazin ‚Einigung des Kampfes‘ (1944–1945) und die Ideologie der kurdischen Kleinbourgeois", Stockholm 1988.
11. Rojanî Awareyîm le Swêsre "Mein Exil in der Schweiz", Silemani 1999